# 케로로 레이싱
《케로로 레이싱》은 구름 인터렉티브가 2008년 12월 5일에 베타 테스트로 출시 후 정식 출시되었던 온라인 게임이다. 투니버스가 지원했던 게임이며 케로로 팡팡과 케로로 파이터와 케로로 RPG랑 함께 케로로를 소재로 한 게임이다. 지금은 케로로 팡팡과 함께 서비스 종료가 된 게임이며 이 게임은 케로로 소대의 등장인물 캐릭터들이 경주용 자동차를 타고 대결을 벌이는 것이며 출발점부터 시작해 결승전까지 먼저 도착하는 사람이 승자인 게임이다.

## 특징
케로로 군조의 등장인물들에 등장하는 캐릭터로 꾸며지며 각각의 캐릭터마다 경주용 자동차가 따로 존재한다. 또한 캐릭터에 따라 속성이 달랐으며 자신의 캐릭터가 가진 고유한 특징과 속성을 이용해서 경기를 치르는 형식이다.

## 케로로 레이싱의 세계
케로로 레이싱은 케로로 애니메이션의 세상이 그래도 펼쳐졌으며 애니메이션 속에 다양한 이야기와 배경이 맵에 그대로 구현되어 반영되었다. 맵은 각양각색으로 천차만별이며  맵에서는 마치 케로로 애니메이션 속 구석구석의 세상을 질주하는듯한 착각을 불러일으키기도 했었다. 퍼렁별 침략을 위해 펼쳐진 배경이 인상적이였고 곳곳에 설치된 스릴 넘치는 트랙구조는 게임을 더욱 재미있고 흥미진진하게 했다. 또한 기존의 레이싱게임을 상상하지 않게 난투모드가 펼쳐지기도 했으며 각캐릭터마다 공격모드와 난투모드에 질주모드가 펼쳐지지도 하였다. 캐릭터의 게이지를 채우며 펼치는 다양한 공격과 치열한 방어전은 케로로 레이싱만의 특별한 레이스를 더욱 더 흥미진진하게 만들기도 하였다. 케로로 레이싱은 남녀노소와 어린이들까지 누구나 좋아하는 깜찍한 5명의 케로로 소대원들이 중심이 되어 펼치는 숨막히는 레이스가 특징으로 케로로 소대원들이 각양각색으로 레이서로 변신한 모습과 각 캐릭터별로 가진 장점들을 이용하여 전략적인 레이스 질주를 가능하게 하기도 하였다.

## 같이 보기
- 케로로 파이터
- 케로로 팡팡
- 케로로 RPG
- 경주 게임